# Niederösch
Niederösch là một đô thị thuộc hạt Emmental, bang Bern, Thụy Sĩ. Vào ngày 1 tháng 1 năm 2016, các đô thị cũ của Oberösch và Niederösch sáp nhập thành Ersigen.

## Lịch sử

Chế độ xem từ trên không từ 300 m của Walter Mittelholzer (1930)

Niederösch được nhắc đến lần đầu tiên vào năm 886 với tên gọi Osse và được nhắc đến vào năm 1310 với tên gọi villa Öschge inferioris. Đô thị này ban đầu là một phần của làng Ösch, nhưng cuối cùng là hai nửa của làng trở nên độc lập với nhau.
Dấu vết lâu đời nhất của một khu định cư trong khu vực là một ngôi mộ muộn-Thời đại đồ đồng ở Bühlen.
Năm 886, Tu viện St. Gall sở hữu tài sản ở cả Niederösch và Oberösch. Năm 994, vùng đất này được trao cho Selz Abbey ở Alsace. Trong suốt thế kỷ 13 và 14, Các bá tước của Kyburg cũng sở hữu đất đai trong làng, nơi họ đã ban tặng thái ấp cho các chư hầu của mình.
Năm 1320, Albrecht của Thorberg, một chư hầu của Kyburg, đã bán đất ở Niederösch, nhưng vẫn giữ lại khu rừng địa phương và tòa án cấp thấp. Sau đó, Albrecht bán khu rừng và tòa án cho các Lãnh chúa của Rohrmoos.
Năm 1423, Verena of Rohrmoos bán tòa án cấp dưới và khu rừng cho Burgdorf. Thành phố đã sáp nhập các tòa án Niederösch, Oberösch, Rumendingen và Bickigen và đặt chúng dưới bailiwick của Grasswil. Niederösch luôn là một phần của giáo xứ của Kirchberg.
Năm 1803, nó trở thành một phần của quận Burgdorf.

## Vị trí địa lý

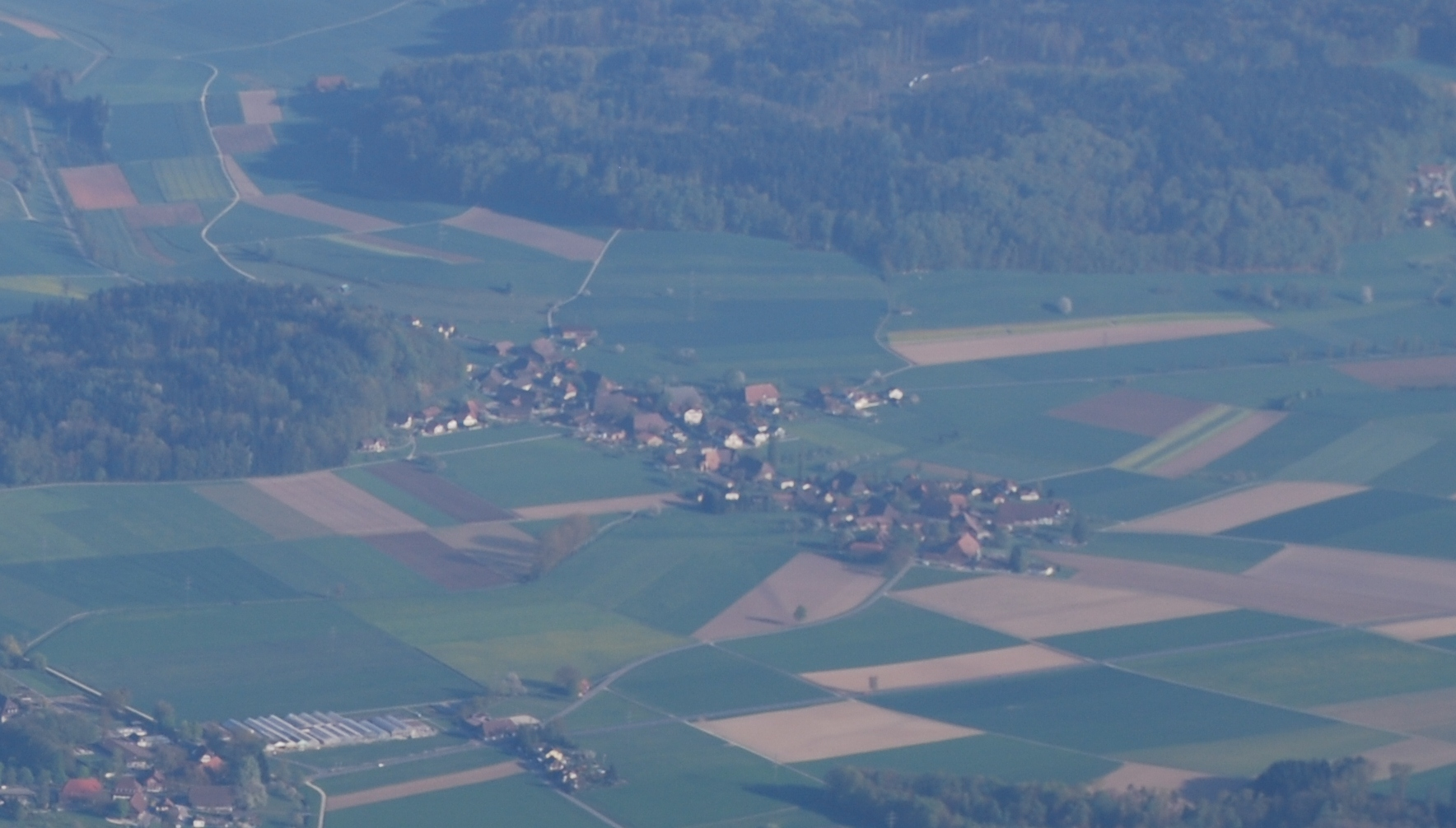
Làng Niederösch

Niederösch có diện tích 4,63 km2 (1,79 dặm vuông Anh). Trong diện tích này, 3,16 km2 (1,22 dặm vuông Anh) hay 68,3% được sử dụng cho mục đích nông nghiệp, trong khi 1,23 km2 (0,47 dặm vuông Anh) hay 26,6% là rừng. Phần còn lại của khu vực, 0,23 km2 (0,089 dặm vuông Anh) hoặc 5,0% đã được định cư (tòa nhà hoặc đường xá).
Trong tổng diện tích xây dựng, nhà ở và công trình xây dựng chiếm 3,0% và cơ sở hạ tầng giao thông chiếm 1,7%. Hết diện tích đất có rừng, toàn bộ diện tích đất có rừng được bao phủ bởi rừng rậm. Trong số đất nông nghiệp, 54,6% được sử dụng để trồng trọt và 12,7% là đồng cỏ.
Niederösch bao gồm Straßendorf (một ngôi làng nằm gần như hoàn toàn dọc theo một con đường duy nhất) của Ober- (Làng Thượng) và Unterdorf (Làng Hạ) trên sông Ösch và trang trại Rychebrunne.
Vào ngày 31 tháng 12 năm 2009 Amtsbezirk Burgdorf, quận cũ của đô thị, đã bị giải thể. Vào ngày hôm sau, ngày 1 tháng 1 năm 2010, nó đã gia nhập Verwaltungskreis Emmental mới được thành lập.

## Giáo dục
Ở Niederösch, khoảng 90 hoặc (42,9%) dân số đã hoàn thành chương trình giáo dục không bắt buộc giáo dục trung học phổ thông, và 28 hoặc (13,3%) đã hoàn thành chương trình giáo dục đại học bổ sung (hoặc trường đại học hoặc Fachhochschule). Trong số 28 người đã hoàn thành bậc đại học, 82,1% là đàn ông Thụy Sĩ, 17,9% là phụ nữ Thụy Sĩ.

## Kinh tế
Tính đến  năm 2011, Niederösch có tỷ lệ thất nghiệp là 0%. Tính đến  năm 2008, có tổng cộng 73 người làm việc trong đô thị. Trong số này, có 50 người làm việc trong khu vực kinh tế một và khoảng 17 doanh nghiệp tham gia vào lĩnh vực này. 4 người đã làm việc trong khu vực kinh tế hai và có 3 doanh nghiệp trong lĩnh vực này. 19 người đã làm việc trong khu vực kinh tế ba, với 3 doanh nghiệp trong lĩnh vực này.

## Dân số
Niederösch có dân số (tính đến năm 2014) là 237. Tính đến năm 2010, 1,7% dân số là người nước ngoài cư trú. Trong 10 năm qua (2000-2010) dân số đã thay đổi với tốc độ 16,3%. Di cư chiếm 10,6%, sinh và mất chiếm 10,1%.

Hầu hết dân số (tính đến  năm 2000) nói tiếng Đức (204 hoặc 97,1%) là ngôn ngữ đầu tiên của họ, tiếng Pháp là ngôn ngữ thứ hai phổ biến (3 hoặc 1,4%) và tiếng Ý là thứ ba (2 hoặc 1,0%).

## Các di tích có ý nghĩa quốc gia

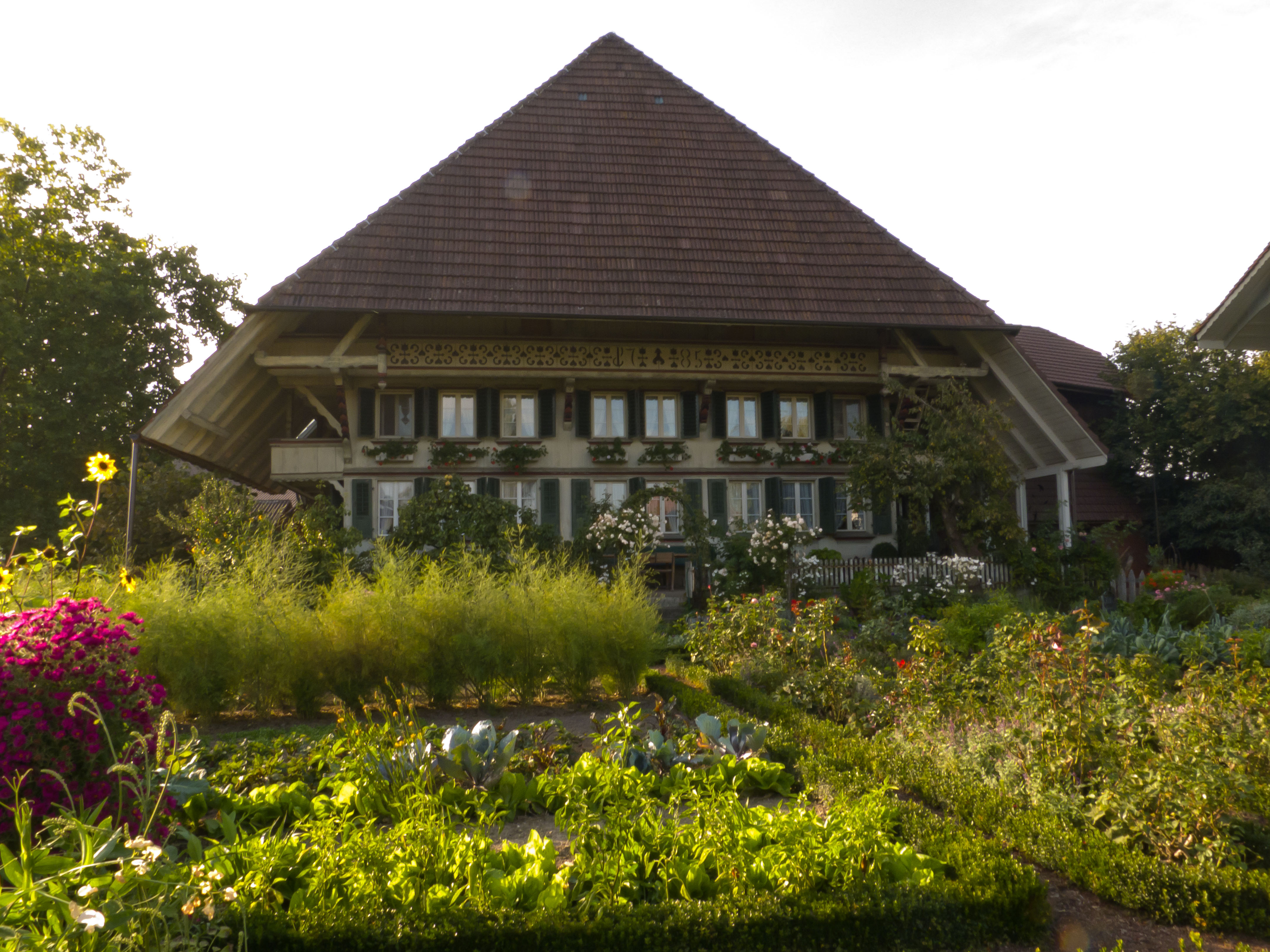
Nhà Gehöft

Ngôi nhà Gehöft tại Unterdorf 9, 10 được liệt kê là di sản có ý nghĩa quốc gia. Toàn bộ ngôi làng Niederösch là một phần của Kiểm kê Di sản Thụy Sĩ.